# Paul's Animatograph Works
Paul 's Animatograph Works va ser l'estudi cinematogràfic i la productora de Robert W. Paul, ubicat a Muswell Hill, al nord de Londres. L'estudi va permetre la confecció d'espais i llocs imaginaris a través de fons pintats, paisatges construïts i trucs cinematogràfics.
L'estudi de Paul va produir i vendre a tot el món fantasies tan esplèndides com The Magic Sword (1901), An Extraordinary Cab Accident (1903), Buy Your Own Cherries (1904), Mr Pecksniff Fetches the Doctor (1904), The Unfortunate Policeman (1905), Is Spiritualism a Fraud? (1906), The ? Motorist (1906). La majoria d'aquestes pel·lícules van ser col·laboracions entre R.W. Paul i Walter R. Booth. Booth va ser un mag i il·lusionista teatral que es va adonar ràpidament del potencial del nou mitjà, i els antecedents de Paul com a inventor i el seu entusiasme per utilitzar l'última tecnologia per experimentar amb la forma de pel·lícula els va convertir en els socis ideals. És possible que s'hagin conegut per primera vegada en el Egyptian Hall de Londres, on Booth era membre de la companyia de màgia, i Paul havia exhibit algunes de les seves primeres pel·lícules en 1896.

## "Pel·lícules trucades"
Entre 1899 i 1906, i especialment el 1901, Paul 's Animatograph Works va realitzar una sèrie de "pel·lícules trucades". Aquestes eren pel·lícules curtes, generalment còmiques que feien un ús extensiu d'efectes especials, alguns dels quals eren sorprenentment sofisticats donades les limitacions de la tecnologia de l'època. Certament, es comparen amb el treball més conegut de Georges Méliès, i és possible que Paul hagi estat pioner en alguns dels efectes que Méliès faria per si mateix.
La primera pel·lícula de Paul-Booth supervivent sembla Upside Down, or The Human de 1899, que inverteix la càmera a la meitat per crear la impressió que els seus personatges estan caminant al sostre. Encara que és extremadament simple, la tècnica és molt efectiva, i no és tan diferent dels principis subjacents als efectes especials de Stanley Kubrick a 2001: un Odissea de l'Espai gairebé 70 anys després.
Però 1901 va ser l'any en què els seus "pel·lícules trucades" van aconseguir el màxim de la seva ambició. Combinant talls de salt, animació stop-motion i fins i tot superposició bàsica, sovint en la mateixa seqüència, el millor d'ells clarament necessitava un alt nivell de planificació anticipada. Un bon exemple és Undressing Extraordinary (1901), que crea la impressió d'un sol tret, però que va requerir dotzenes de parades i arrencades per als canvis de vestuari. L'intèrpret havia de calibrar la seva posició meticulosament d'un costat a un altre perquè els seus moviments semblessin fluids mentre la seva roba canviava constantment al voltant del seu cos. Tècniques similars es poden veure a The Waif and the Wizard (1901), que també va tenir una transició d'escena inventiva que incorpora un paraigua giratori. An Over-Incubated Baby (1901) també es basa en un tall de salt entre el punt en què un nadó genuí es col·loca a la incubadora del professor Bakem i un nan en potència emergent.
Alhora, Booth i Paul van experimentar amb la superposició, on una imatge es va imprimir juntament amb una altra en la mateixa tira de pel·lícula. Cheese Mites (1901) fusionen dues imatges, però juguen deliberadament amb les escales relatives perquè un comensal del restaurant vegi a una família de persones diminutes aparentment emergint d'un tros de formatge. Una versió més integrada de la mateixa tècnica es pot veure a The Countryman and the Cinematograph (1901), en què un nen es sorprèn per la seva primera trobada amb el cinema, reaccionant a la perfecció amb les imatges.
Però Booth i Paul també van dur a terme tècniques molt més complexes en alguns dels seus projectes, com a The Haunted Curiosity Shop (1901), que disfressa múltiples preses mitjançant superposicions, i altres formes d'estratagemes òptiques. O considerant la Artistic Creation (1901), que és més simple però igualment efectiva, ja que mostra la pintura d'un artista d'una dona que cobra vida, encara que en etapes. Encara més ambiciós va ser The Magic Sword (1901), una èpica fantàstica de fantasia en diverses escenes, que mostrava tot l'arsenal dels trucs de càmera de Paul i Booth. Els ogres gegants arrenquen les donzelles dels merlets, les bruixes s'enlairen en pals d'escombra i es realitzen transformacions instantànies a través d'explosions per ocultar les unions.
Paul i Booth van continuar col·laborant durant els següents cinc anys, encara que aparentment sense el mateix nivell d'experimentació. No obstant això, Is Spiritualism A Fraud? (1906) és un intent d'integrar els efectes del truc de Booth en una història sobre una il·lusió. No obstant això, també el 1906, Paul i Booth van crear la seva obra mestra The '?' Motorist, en què un automobilista que accelera està tan interessat en evitar la captura per part d'un policia que condueix i envolta els anells de Saturn abans de tornar a la Terra.
Després d'això, Booth es va mudar a Charles Urban Trading Company, per a la qual desenvoluparia fantasies encara més elaborades en els propers cinc anys.

## Filmografia supervivent
- The Miser's Doom (1899)
- Upside Down; or, the Human Flies (1899)
- The Last Days of Pompeii (1900)
- Chinese Magic (1900)
- Hindoo Jugglers (1900)
- A Railway Collision (1900)
- Artistic Creation (1901)
- Cheese Mites; or, Lilliputians in a London Restaurant (1901)
- The Devil in the Studio (1901)
- The Haunted Curiosity Shop (1901)
- The Magic Sword (1901)
- An Over-Incubated Baby (1901)
- Scrooge, or, Marley's Ghost (1901)
- Undressing Extraordinary (1901)
- The Waif and the Wizard (1901)
- The Extraordinary Waiter (1902)
- Extraordinary Cab Accident (1903)
- Political Favourites (1903)
- The Voyage of the Arctic (1903)
- The '?' Motorist (1906)
- Is Spiritualism a Fraud? (1906)